# Gnossiennes
Gnossiennes – sześć utworów skomponowanych przez Erika Satie między 1890 a 1897 rokiem.

## Opis utworów
Gnossiennes są jednym z wielu przykładów tworzenia przez kompozytora słów, które miały oznaczać nowy rodzaj kompozycji. Satie często używał dla nazwania swoich utworów słów nieużywanych wcześniej do nazywania kompozycji muzycznych: np. słowo „ogive” (ostrołuk) oznaczające element architektoniczny zostało użyte przez Satiego do nazwania kompozycji Ogives. Podobnie w przypadku Vexations czy Croquis et agaceries. Autor, tworząc słowo „gnossienne”, prawdopodobnie zainspirował się słowem „gnoza” (podczas tworzenia Gnossiennes Satie był członkiem sekty gnostyckiej). Istnieją także teorie jakoby słowo „gnossienne” było związane z kreteńskim Knossos i z mitem o nici Ariadny.
Powstanie Gnossiennes zostało poprzedzone skomponowaniem Trois Sarabandes (1887) i Trois Gymnopédies (1888).

## Daty skomponowania poszczególnych utworów
- No 1 – 1890
- No 2 – 1890
- No 3 – 1890
- No 4 – 1891
- No 5 – 1889
- No 6 – 1897